# Mucuna holtonii
Mucuna holtonii là loài thực vật thuộc họ Đậu. Loài dơi thường hút mật của loài đậu này..

## Hình ảnh

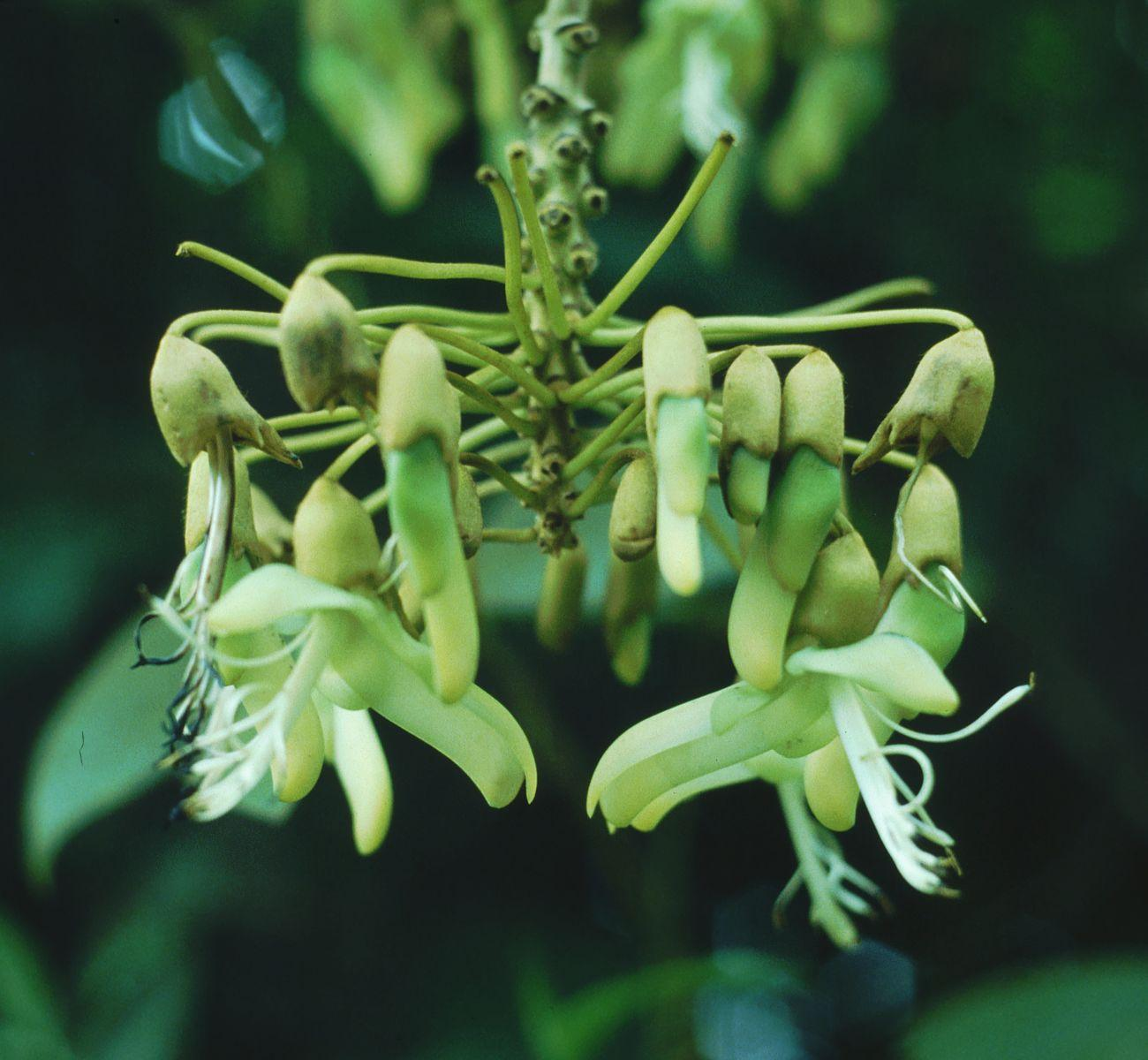
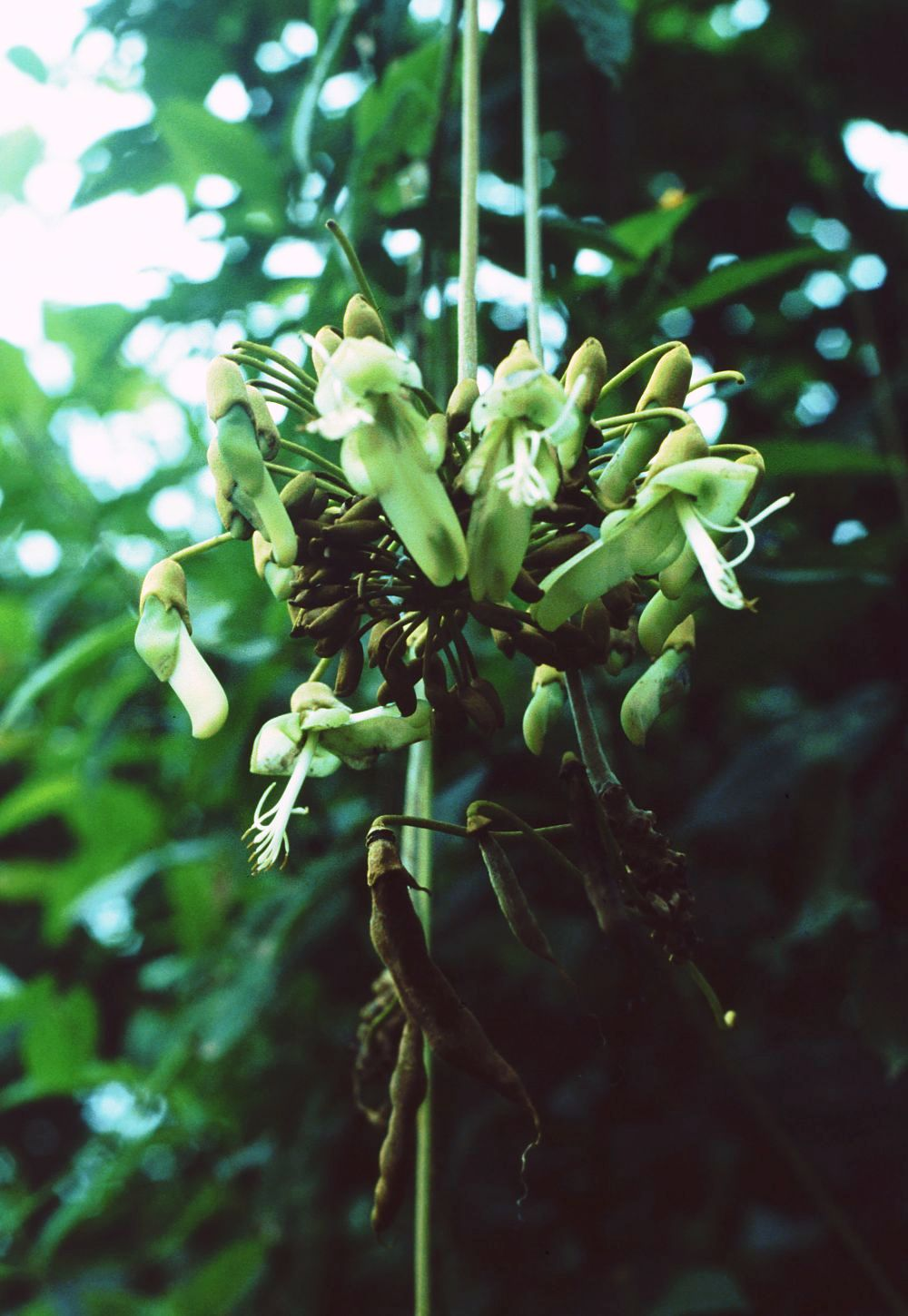